# Soneacine (Kameanka), Jîtomîr
Soneacine (în ucraineană Сонячне) este un sat în comuna Kameanka din raionul Jîtomîr, regiunea Jîtomîr, Ucraina.

## Demografie
Componența lingvistică a localității Soneacine
     Ucraineană (98,52%)
     Rusă (1,48%)
Conform recensământului din 2001, majoritatea populației localității Soneacine era vorbitoare de ucraineană (98,52%), existând în minoritate și vorbitori de rusă (1,48%).